# Juan Diego Flórez
Juan Diego Flórez (Lima, 13 de enero de 1973) es un tenor lírico ligero peruano, mayormente reconocido por sus interpretaciones en óperas belcantistas. Es considerado como uno de los mejores tenores del panorama actual. Su técnica depurada, agilidad vocal y dominio del registro agudo, lo que lo ha convertido en una de las figuras más destacadas de la ópera contemporánea. Desde su debut en el Festival de Pesaro en 1996, su carrera ha crecido rápidamente, llevándolo a presentarse en los teatros más prestigiosos del mundo.
Ha sido una presencia habitual en escenarios como La Scala de Milán, el Metropolitan Opera House de Nueva York, la Royal Opera House de Londres y el Teatro Real de Madrid, donde ha interpretado roles icónicos del bel canto. Su voz y estilo interpretativo han sido elogiados por la crítica, estableciéndose como uno de los máximos exponentes de su generación. Además de su trabajo en la ópera, ha incursionado en la música popular y ha grabado diversos álbumes con repertorio latinoamericano y clásico.
Flórez también ha desarrollado una faceta filantrópica a través de su fundación Sinfonía por el Perú, un proyecto social que busca transformar la vida de niños y jóvenes a través de la música. Su labor ha sido reconocida con múltiples distinciones, incluyendo la Orden del Sol del Perú y el título de Kammersänger en Austria. Su influencia en el ámbito operístico y su compromiso con la educación musical lo han consolidado como una de las figuras más relevantes de la música clásica actual.

## Biografía
Flórez, cuyo padre era un intérprete de música popular, ingresó al Conservatorio Nacional de Música del Perú a los 17 años. Inicialmente interesado en la música popular, posteriormente centró su atención en el desarrollo de su técnica vocal clásica. Obtuvo una beca para el Instituto Curtis de Música en Filadelfia, donde estudió entre 1993 y 1996. Luego, recibió formación del tenor peruano Ernesto Palacio, quien más tarde se convirtió en su representante. Su gran oportunidad llegó en 1996, cuando, con poca anticipación, reemplazó a un cantante en Matilde di Shabran en el Festival de Ópera Rossini en Pésaro, Italia. Ese mismo año debutó en La Scala de Milán, y al año siguiente en Covent Garden de Londres. En pocos años, comenzó a presentarse en otros importantes teatros de ópera y salas de conciertos en Europa y América.
La voz ligera y ágil de Flórez, junto con su impecable técnica, le otorgaron un notable control en el registro agudo. Fue miembro del Coro Nacional del Perú y se especializó en el repertorio de bel canto de Gaetano Donizetti y Vincenzo Bellini, aunque también se destacó en la interpretación de las obras de Gioachino Rossini. Algunas de sus actuaciones operísticas fueron lanzadas en DVD, como su papel de Conde Almaviva en Il barbiere di Siviglia de Rossini (2005) y el de Tonio en La Fille du régiment de Donizetti (2008). También participó en numerosas grabaciones de audio, entre ellas Mitridate, re di Ponto (1999), una obra temprana poco conocida de Wolfgang Amadeus Mozart, Le Comte Ory de Rossini (2004) y diversas composiciones sacras de Rossini, incluido el Stabat Mater (1998).
Además, lanzó varios álbumes en solitario, entre los más destacados Una furtiva lagrima (2003), con obras de Bellini y Donizetti; Sentimiento Latino (2006), una recopilación de canciones sudamericanas y españolas; y Arias for Rubini (2007), con obras de Donizetti, Bellini y Rossini en homenaje al célebre tenor del siglo XIX Giovanni Rubini.En Juan Diego Flórez: Bel Canto Spectacular (2008), interpretó tanto solos como colaboraciones con artistas como el tenor Plácido Domingo. Sus grabaciones recibieron numerosos premios, y en 2007 fue condecorado con la Orden del Sol en el grado de Gran Cruz, la distinción más alta otorgada por el gobierno del Perú.
En abril de 2008, durante su interpretación de La Fille du régiment en el Metropolitan Opera de Nueva York, Flórez—con autorización previa de la dirección—rompió una tradición de larga data al realizar un bis del aria “Ah! mes amis”, famosa por sus nueve exigentes do agudos. La repetición de arias había sido una práctica común hasta el siglo XX, cuando el Met y otros teatros comenzaron a desalentarla para mantener un tono más serio y formal en las presentaciones. Su bis fue visto como una señal de que la ópera estaba volviéndose más flexible nuevamente. De manera similar, en 2007 había roto un veto de 74 años sobre los bises en La Scala de Milán.
En adición de su discografía oficial, la mayoría de los roles que ha interpretado profesionalmente han sido registrados en transmisiones radiales y, en muchos casos, también televisivas. En 2010, interpretó el himno de la final de la UEFA Champions League en el estadio Santiago Bernabéu de Madrid.

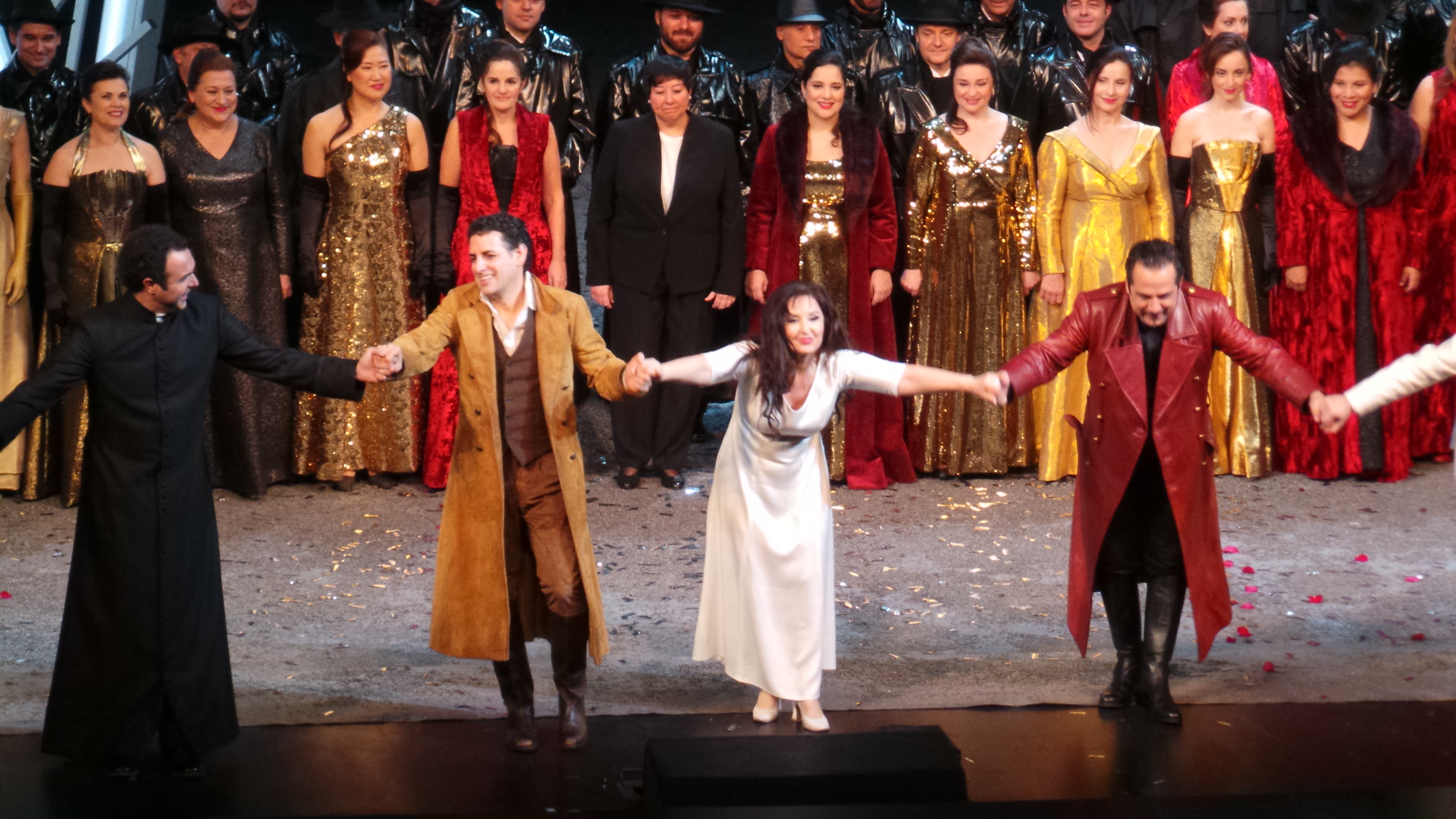
Simón Orfila, Juan Diego Flórez, Elena Mosuc y Marco Caria en el Gran Teatro del Liceo de Barcelona. Diciembre de 2015

En su transición hacia roles más líricos, debutó en Werther de Massenet en Bolonia en diciembre de 2016, retomando el papel en Zúrich en abril de 2017. La revista Diapason calificó su interpretación como un triunfo, destacando su precisión en el acento y la fraseología, su matizado uso de la voz y su naturalidad en el papel del poeta. En 2019, se presentó junto al pianista Vincenzo Scalera en el Teatro Colón de Buenos Aires. Poco después, la Fundación Konex de Argentina lo distinguió con el Premio Konex Mercosur como la personalidad más destacada de la música clásica en América Latina. Este premio se otorga una vez cada diez años.
En 2025, interpretó el tema «El cóndor pasa» con el artista Lucho Quequezana para la Spring Festival Gala, el evento de Año Nuevo chino que fue emitido en televisión china.

## Voz

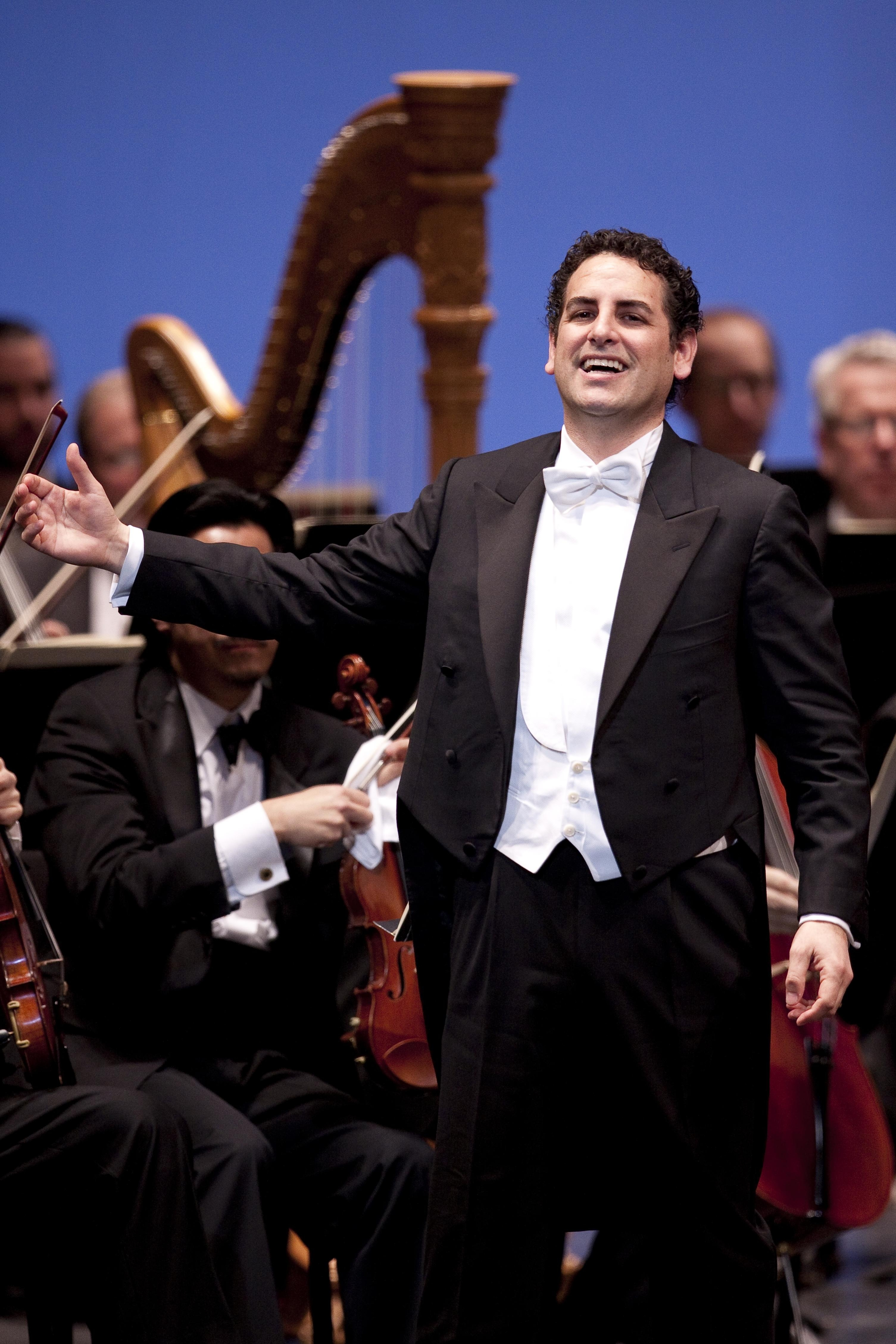
Florez ofreciendo un recital en el National Opera House del Kennedy Center de Washington D. C., donde cerró su presentación con la peruanísima «La Flor de la Canela».

Flórez tiene una voz de tenor lírico ligero que, aunque no de gran amplitud, es, no obstante, audible incluso en los escenarios de mayor dimensión, debido al predominio de las altas frecuencias en su estructura armónica. Su rango vocal es de dos octavas, incluyendo el Mi bemol sobreagudo, registrado en 2009 tanto en actuación en directo (Zelmira) como en estudio, en el aria All udir de padre afflito, de Bellini, en el CD titulado Arias for Rubini. La parte más alta de su registro es particularmente poderosa y brillante, casi sin sensación de esfuerzo, mientras que las notas más bajas son comparativamente más pobres.
Los registros de cabeza y pecho se integran perfectamente sin interrupción perceptible en el passaggio. Su control de la respiración es impecable, lo que le permite prolongar las frases manteniéndolas con aparente facilidad. Ejecuta bien las florituras del bel canto, incluyendo el trino, mientras que generalmente evita los errores estilísticos como las aspiraciones intrusivas.
Tal vez su rasgo técnico más distintivo es el dominio de la coloratura, que resulta especialmente patente en sus Idreno (Semiramide) y Corradino (Matilde di Shabran).
El 8 de abril de 2008, el tenor español Plácido Domingo declaró su admiración por Juan Diego Flórez, del que dijo en Madrid: «Es el más grande tenor ligero de todos los tiempos, el máximo de su categoría. No me acuerdo de otro que haya cantado así ese repertorio tan difícil que él interpreta»; «cuando Juan Diego te canta con res bemoles y naturales, son verdaderos, no de falsete, verdaderos agudos», destacó el tenor español.[cita requerida]

## Premios y distinciones
Juan Diego Flórez ha sido reconocido con múltiples distinciones en su país natal. En mayo de 2004, recibió la Orden al Mérito de la Municipalidad de Lima, la Orden al Mérito por Servicios Distinguidos en el grado de Gran Cruz, otorgada por el presidente Alejandro Toledo, y fue nombrado Profesor Honorario de la Universidad San Martín de Porres. El 4 de junio de 2007, el presidente Alan García le concedió la Orden del Sol del Perú en el grado de Gran Cruz, la máxima condecoración del país. Desde 2012, ostenta el título honorífico de Kammersänger de Austria.
El 29 de noviembre de 2004, su imagen apareció en un sello postal de 2 soles como parte de una serie dedicada a músicos peruanos contemporáneos, un reconocimiento inusual a una edad temprana—tenía 31 años— para un cantante de ópera en vida. El retrato utilizado en el sello, obra del fotógrafo británico Trevor Leighton, también fue portada de su álbum Una furtiva lagrima (2003).
En el ámbito de la música clásica, ha recibido el Premio Abbiati (2000), otorgado por la crítica italiana al mejor cantante del año; el Rossini d'Oro; el Bellini d'Oro; el Premio Aureliano Pertile; el Premio Tamagno; y el premio L'Opera (Migliore Tenore) por su interpretación en La sonnambula en La Scala en 2001. En 2009, fue nominado al premio Grammy en la categoría de Mejor Interpretación Vocal Clásica por su álbum Bel Canto Spectacular (Decca).
Sus reconocimientos:
- Premio Abbiati (2000, mejor cantante del año)
- Rossini ďOro (2003, mejor tenor)
- Tamagno Prize (2003)
- ĽOpera (2003, mejor tenor)
- Premio Clásico de Cannes (2004)
- La Orden del Sol (2007)[18]
- Echo Klassik (2007, mejor interpretación del año)[19]
- Premio Ópera Actual (2011, mejor cantante lírico)[20]
- Embajador de Buena Voluntad de la UNESCO (2012)
- Kammersänger del Gobierno de Austria (2012)
- Crystal Award, World Economic Forum (2014)
- Premio Konex Mercosur (2019)

## Repertorio
- Vincenzo Bellini
  - I Capuleti e i Montecchi - Tebaldo
  - I Puritani - Arturo
  - La Sonnambula - Elvino

- Domenico Cimarosa
  - Il Matrimonio segreto - Paolino (No estrenado aún)

- Gaetano Donizetti
  - Don Pasquale - Ernesto
  - Elisabetta - Conde Potosky
  - L'elisir d'amore - Nemorino
  - La fille du régiment - Tonio[8]
  - Maria Stuarda - Leicester
  - Lucia de Lammermoor - Edgardo
  - Linda di Chamounix - Carlo

- Christoph Willibald Gluck
  - Armide - Cavaliere danese
  - Orfeo y Eurídice - Orfeo (versión concierto, Teatro Real de Madrid, temporada 2007-2008).

- Franz Lehár
  - La viuda alegre - Camille de Roussillon

- Wolfgang Amadeus Mozart
  - Don Giovanni - Don Ottavio (No estrenado aún)
  - Così fan tutte - Ferrando (No estrenado aún)

- Giovanni Paisiello
  - Nina, o sia, pazza per amore - Lindoro

- Gioachino Rossini
  - Ermione - Oreste (No estrenado aún)
  - Il barbiere di Siviglia - Conte di Almaviva
  - La Cenerentola - Don Ramiro
  - La gazza ladra - Gianetto
  - L'italiana in Algeri - Lindoro
  - Matilde di Shabran - Corradino
  - Il Signor Bruschino - Florville
  - Semiramide - Idreno
  - Le Comte Ory - Comte Ory
  - Otello - Rodrigo
  - Il viaggio a Reims - Libenskof y Belfiore
  - La donna del lago - Giacomo V
  - Zelmira - Ilo
  - Ricciardo e Zoraide - Ricciardo (No estrenado aún)
  - Scala di seta - Dorvil (No estrenado aún)

- Nino Rota
  - Il Cappello di Paglia di Firenze - Fadinard

- Johann Strauss (hijo)
  - Die Fledermaus - Alfred

## Discografía

### Ópera
- Alahor in Granata Donizetti Director: Josep Pons CD: Almaviva (DS 0125) Julio 1999

- Il barbiere di Siviglia Rossini Director: Ralf Weikert CD: Live performance (1997) Nightingale (NC00402) Octubre 2004

- Il barbiere di Siviglia Rossini Director: Gianluigi Gelmetti DVD: Live performance (2005) Decca (074 3111 5 DH2) Noviembre 2005

- La Cenerentola Rossini Director: Carlo Rizzi CD: Live performance (2000). Rossini Opera Festival e Fondazione Cassa di Risparmio di Pesaro Agosto 2001

- Le Comte Ory Rossini Director: Jesús López-Cobos CD: Deutsche Grammophon (477 502-0) Agosto 2004

- L'Etoile du Nord Meyerbeer Director: Wladimir Jurowski CD: Marco Polo Diciembre 1997

- Falstaff Verdi Director: Riccardo Muti DVD (Region 2): DVOPFAL (TDK UK LTD) Live performance filmed in Busseto, 2001

- Mitridate, re di Ponto, Mozart. Director: Christophe Rousset CD: Decca (289 460 772-2) Abril 1999

- Nina o sia La pazza per amore Paisiello Director: Riccardo Muti CD: Ricordi (RFCD 2010) Julio 2000

- Semiramide Rossini Director Marcello Panni CD: Nightingale Classics (NC 207013-2) 2001

- Il Tutore Burlato Martin y Soler Director: Miguel Harth-Bedoya CD: Bongiovanni (GB 2175/76-2) Octubre 1995

### Oratorio y música sacra
- Cantatas, Vol.2 Rossini Director: Riccardo Chailly CD: Decca (466 328-2 DH) Abril 2001

- Messa Solenne Verdi Director: Riccardo Chailly CD: Decca (467 280-2) Diciembre 2000

- Stabat Mater Rossini Director: Gianluigi Gelmetti CD: Agora (AG 161) Julio 1998

- Le Tre Ore dell'Agonia del Nostro Signore Gesu Cristo Niccolo Zingarelli Director: Pierangelo Pelucchi CD: Agora (AG 018) Noviembre 1995

### Recital
- Canto al Perú (con Ernesto Palacio) Piano: Samuele Pala CD: Bongiovanni (GB 2529-2) 1997

- Rossiniana Rossini Director: Manlio Benzi CD: Agora (AG 164) Mayo 1998

- Vesselina Kasarova Arias & Duets Rossini Director: Arthur Fagen CD: RCA (74321 57131 2) Marzo 1999

- Rossini Arias Director: Riccardo Chailly CD: Decca 470 024-2 de enero de 2002

- Una Furtiva Lagrima Bellini, Donizetti Director: Riccardo Frizza CD: Decca (473 440-2 DH) Abril 2003

- Juan Diego Flórez: Great Tenor Arias Verdi, Gluck, Rossini Director: Carlo Rizzi CD: Decca Classics (475 618-7) Septiembre 2004

- Sentimiento Latino Director: Miguel Harth-Bedoya CD: Decca (000629502) 2006

- Flórez para Chabuca (con Rubén Flórez, su padre): Quadrasonic Ideas y Morrison Music & Video.

## Vida personal

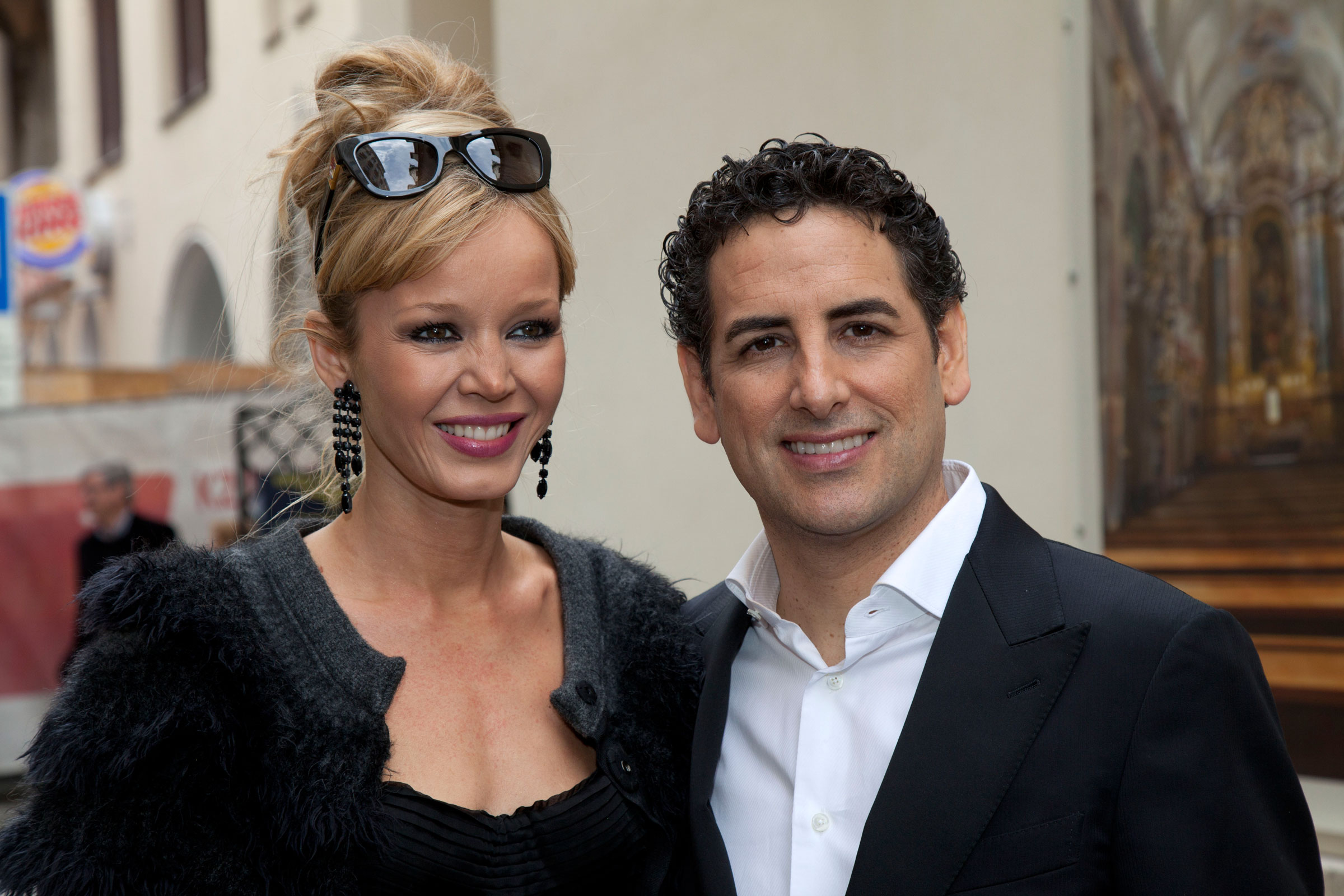
Flórez junto a su esposa Julia Trappe en Viena (2015).

Juan Diego Flórez contrajo matrimonio con la alemana-australiana Julia Trappe en una ceremonia civil privada el 23 de abril de 2007 en Viena. Posteriormente, celebraron una ceremonia religiosa en la Catedral de Lima el 5 de abril de 2008, con la asistencia de destacadas personalidades peruanas, incluido el presidente Alan García y el escritor Mario Vargas Llosa.
En abril de 2011, nació su hijo Leandro en Nueva York, menos de una hora antes de que Flórez se presentara en Le comte Ory, una función transmitida en vivo desde el Metropolitan Opera. En enero de 2014, nació su hija Lucia Stella en la residencia familiar en Pesaro, Italia.